# Сценарии (метод)
Сценарии (scenarios) — один из методов, применяемых в исследованиях будущего (футурология).
Сценарии представляют собой набор одинаково убедительных историй, каждая из которых описывает одно из потенциально возможных вариантов будущего. Каждая из историй наполнена необходимыми деталями, а также учитывает возможные непредвиденные события в будущем.

## История
Впервые сценарии начали использовать в военно-воздушных силах США после 2-й мировой войны для того, чтобы просчитывать возможные варианты действий противника. В 1960-х годах Герман Кан, ранее работавший в военно-воздушных войсках, впервые начал использовать метод сценариев для решения бизнес-задач. В 1970-х годах метод сценариев вышел на новый уровень развития благодаря идеям Пьера Вака (Pierre Wack), работавшего в компании Shell.

## Возможности сценариев
Сценарии позволяют:
- выбрать реалистичную цель на будущее (при стратегическом планировании);
- подготовиться морально к возможным шокам;
- оценить долгосрочные последствия принимаемых решений.

Использование сценариев в стратегическом планировании в организации — см. статью Сценарное планирование.

## Примеры сценариев
- Сценарии развития Восточной Сибири и российского Дальнего Востока
- Сценарии будущего энергетики от Shell
- Логистика в 2050 году — сценарии от DHL